# 시카고 미술관

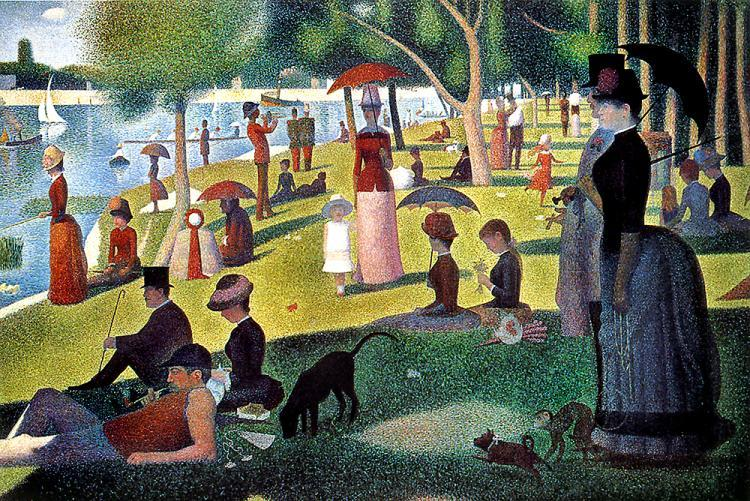
대표적 소장품인 쇠라의 ‘그랑드 자트 섬의 일요일 오후’

시카고 미술관(The Art Institute of Chicago)은 미국 일리노이주 시카고에 있는 미술관이다. 뉴욕의 메트로폴리탄 미술관, 보스턴의 보스턴 미술관과 함께 미국의 3대 미술관의 하나로 손꼽힌다. 대한민국에서는 시카고 현대 미술관 또는 시카고 미술 연구소라고도 불린다.

## 역사
1866년에 ‘시카고 디자인 학교’(Chicago Academy of Design)가 전신이다. 1866년부터 수업을 시작했으나, 1871년에 시카고 대화재로 소실되었다. 1879년에 ‘시카고 미술 학교’(Chicago Academy of Fine Arts)로 다시 발족하였다. 보통 1879년을 시카고 미술관의 설립 연도로 본다. 1882년에 지금과 같은 ‘시카고 미술 연구소’(The Art Institute of Chicago)로 개칭하였다.
시카고 미술관 내에는 부설 대학교인 시카고 예술대학(School of the Art Institute of Chicago)이 존재한다.

## 소장품
유럽과 미국의 서양미술 뿐만 아니라, 고대부터 현대에 이르는 각 지역과 시대의 미술품을 소장하고 있다. 유럽의 모네나 르누아르, 쇠라 등의 프랑스 인상주의 미술품을 중심으로 주변의 유럽 근대회화가 유명하다. 특히 쇠라의 대표작인 그랑드자트섬의 일요일 오후(Un dimanche après-midi à l'Île de la Grande Jatte)가 알려져있다.

## 같이 보기
- 가장 큰 미술관 목록